# Мосбах
Мосбах (нем. Mosbach) — город в Германии, в земле Баден-Вюртемберг.
Входит в состав района Неккар-Оденвальд. Население составляет 24 585 человек (2009 год). Занимает площадь 62,23 км². Официальный код — 08 2 25 058.

## Известные уроженцы
- Бухенбергер, Адольф (1848—1904) — немецкий экономист и государственный деятель.